# Chorvatsko na letních olympijských hrách
Chorvatsko na letních olympijských hrách startuje od roku 1992. Toto je přehled účastí, medailového zisku a vlajkonošů na dané sportovní události.

## Účast na Letních olympijských hrách
| Dějiště LOH            | LOH      | Vlajkonoš                          | Zlatá medaile | Stříbrná medaile | Bronzová medaile | Celkem |
| ---------------------- | -------- | ---------------------------------- | ------------- | ---------------- | ---------------- | ------ |
| 1992 Barcelona         | LOH 1992 | Goran Ivanišević                   |               | 1                | 2                | 3      |
| 1996 Atlanta           | LOH 1996 | Perica Bukić                       | 1             | 1                |                  | 2      |
| 2000 Sydney            | LOH 2000 | Zoran Primorac                     | 1             |                  | 1                | 2      |
| 2004 Athény            | LOH 2004 | Dubravko Šimenc                    | 1             | 2                | 2                | 5      |
| 2008 Peking            | LOH 2008 | Ivano Balić                        |               | 2                | 3                | 5      |
| 2012 Londýn            | LOH 2012 | Venio Losert                       | 3             | 1                | 2                | 6      |
| 2016 Rio de Janeiro    | LOH 2016 | Josip Pavić                        | 5             | 3                | 2                | 10     |
| 2020 Tokio             | LOH 2020 | Sandra Perkovićová Josip Glasnović | 3             | 3                | 2                | 8      |
| 2024 Paříž             | LOH 2024 |                                    |               |                  |                  | x      |
| Celkem                 | 8        |                                    | 14            | 13               | 14               | 41     |
| Zdroj na Olympedia.org |          |                                    |               |                  |                  |        |

## Listina medailistů
| Medal            | Sportovec | LOH              | Sport                     |
| ---------------- | --- | ---------------- | ------------------------- |
| Stříbrná medaile | Družstvo mužů Dražen Petrović, Velimir Perasović, Danko Cvjetičanin, Toni Kukoč, Vladan Alanović, Franjo Arapović, Žan Tabak, Stojko Vranković, Alan Gregov, Arijan Komazec, Dino Rađa, Aramis Naglić, (Trenér Petar Skansi)                                                                    | Chorvatsko (CRO) | 1992 Basketbal            |
| Bronzová medaile | Goran Ivanišević | Chorvatsko (CRO) | 1992 Tenis                |
| Bronzová medaile | Goran Ivanišević a Goran Prpić | Chorvatsko (CRO) | 1992 Tenis                |
| Zlatá medaile    | Družstvo mužů Patrik Ćavar, Valner Franković, Slavko Goluža, Bruno Gudelj, Vladimir Jelčić, Božidar Jović, Nenad Kljaić, Venio Losert, Valter Matošević, Zoran Mikulić, Alvaro Načinović, Goran Perkovac, Iztok Puc, Zlatko Saračević, Irfan Smajlagić, Vladimir Šuster (Trenér Velimir Kljaić) | Chorvatsko (CRO) | 1996 Házená               |
| Stříbrná medaile | Družstvo mužů Maro Balić, Perica Bukić, Damir Glavan, Igor Hinić, Vjekoslav Kobešćak, Joško Kreković, Ognjen Kržić, Dubravko Šimenc, Siniša Školneković, Ratko Štritof, Renato Vrbičić, Tino Vegar, Zdeslav Vrdoljak (Trenér Bruno Silić)                                                       | Chorvatsko (CRO) | 1996 Vodní pólo           |
| Zlatá medaile    | Nikolaj Pešalov | Chorvatsko (CRO) | 2000 Vzpírání             |
| Bronzová medaile | Igor Francetić, Tihomir Franković, Tomislav Smoljanović, Nikša Skelin, Siniša Skelin, Krešimir Čuljak, Igor Boraska, Branimir Vujević, Silvijo Petriško | Chorvatsko (CRO) | 2000 Veslování            |
| Zlatá medaile    | Družstvo mužů Venio Losert, Vlado Šola, Valter Matošević, Nikša Kaleb, Ivano Balić, Blaženko Lacković, Vedran Zrnić, Igor Vori, Davor Dominiković, Mirza Džomba, Drago Vuković, Slavko Goluža, Goran Šprem, Denis Špoljarić, Petar Metličić (Trenér Lino Červar)                                | Chorvatsko (CRO) | 2004 Házená               |
| Stříbrná medaile | Nikša Skelin a Siniša Skelin | Chorvatsko (CRO) | 2004 Veslování            |
| Stříbrná medaile | Duje Draganja | Chorvatsko (CRO) | 2004 Plavání              |
| Bronzová medaile | Mario Ančić a Ivan Ljubičić | Chorvatsko (CRO) | 2004 Tenis                |
| Bronzová medaile | Nikolaj Pešalov | Chorvatsko (CRO) | 2004 Vzpírání             |
| Stříbrná medaile | Blanka Vlašičová | Chorvatsko (CRO) | 2008 Atletika             |
| Stříbrná medaile | Filip Ude | Chorvatsko (CRO) | 2008 Sportovní gymnastika |
| Bronzová medaile | Snježana Pejčić | Chorvatsko (CRO) | 2008 Sportovní střelba    |
| Bronzová medaile | Martina Zubčić | Chorvatsko (CRO) | 2008 Taekwondo            |
| Bronzová medaile | Sandra Šarić | Chorvatsko (CRO) | 2008 Taekwondo            |
| Zlatá medaile    | Sandra Perkovićová | Chorvatsko (CRO) | 2012 Atletika             |
| Zlatá medaile    | Giovanni Cernogoraz | Chorvatsko (CRO) | 2012 Sportovní střelba    |
| Zlatá medaile    | Družstvo mužů Josip Pavić, Damir Burić, Miho Bošković, Nikša Dobud, Maro Joković, Petar Muslim, Ivan Buljubašić, Andro Bušlje, Sandro Sukno, Samir Barać, Igor Hinić, Paulo Obradović, Frano Vićan (Trenér Ratko Rudić)                                                                         | Chorvatsko (CRO) | 2012 Vodní pólo           |
| Stříbrná medaile | David Šain, Martin Sinković, Damir Martin, Valent Sinković | Chorvatsko (CRO) | 2012 Veslování            |
| Bronzová medaile | Lucija Zaninović | Chorvatsko (CRO) | 2012 Taekwondo            |
| Bronzová medaile | Družstvo mužů Venio Losert, Ivano Balić, Domagoj Duvnjak, Blaženko Lacković, Marko Kopljar, Igor Vori, Jakov Gojun, Zlatko Horvat, Drago Vuković, Damir Bičanić, Denis Buntić, Mirko Alilović, Manuel Štrlek, Ivan Čupić, Ivan Ninčević (Trenér Slavko Goluža)                                  | Chorvatsko (CRO) | 2012 Házená               |